# Typ X (Schiffstyp, 1962)
| Serie Edgar André Typ X          | Serie Edgar André Typ X                           |
| -------------------------------- | ------------------------------------------------- |
| Bernhard Bästlein                |                                                   |
| Technische Daten (Überblick)     |                                                   |
| Werft:                           | VEB Warnowwerft, Warnemünde                       |
| Vermessung:                      | 7706 (4948) BRT 4150 (2378) NRT                   |
| Tragfähigkeit:                   | 10.300 t (7575 t)                                 |
| Länge über Alles:                | 142,00 m                                          |
| Länge zwischen den Loten:        | 129,00 m                                          |
| Breite:                          | 18,60 m                                           |
| Seitenhöhe:                      | 11,20 m                                           |
| Tiefgang:                        | 8,53 m (7,20 m)                                   |
| Antrieb:                         | 1 × K7Z 70/120A Dieselmotor auf 1 × Festpropeller |
| Gesamtleistung:                  | 4300 kW                                           |
| Geschwindigkeit:                 | 13,75 (14,5) Knoten                               |
| Besatzung:                       | 41                                                |
| Daten: Volldecker (Schutzdecker) |                                                   |

Die Frachtschiffsserie Typ X, auch Serie Edgar André genannt, war ein Stückgutschiffstyp der Warnowwerft.

## Geschichte
Hergestellt wurde die Serie von 1962 bis 1966 in sechzehn Einheiten. Eingesetzt wurden die Schiffe vorwiegend in der Afrika- und Trampfahrt.
Als erstes Schiff und Namensgeber der Serie lief die nach dem KPD-Politiker Etkar André benannte Edgar André am 31. März 1962 mit der Baunummer 511 vom Stapel. Sie wurde am 31. Oktober 1962 an die Deutsche Seereederei übergeben. Die in Rostock beheimatete Edgar André wurde bis 1991 betrieben und ab dem 5. Dezember 1991 als Edgar in Gadani abgebrochen. Letztes Schiff der Serie war die am 29. Dezember 1966 übergebene Mathias Thesen mit der Baunummer 126. Die nach einem KPD-Politiker getaufte Mathias Thesen wurde erstmals 1987 in Thesen umbenannt  und ab dem 14. September 1987 in Alang abgebrochen.

## Technik
Angetrieben wurden die Schiffe von einem in MAN-Lizenz gefertigten 4300 kW Zweitakt-Dieselmotor des Typs K7Z 70/120A des Herstellers VEB Dieselmotorenwerk Rostock, der direkt auf einen Festpropeller wirkt.
Die Rümpfe waren in Sektionsbauweise zusammengefügt. Die Unterkünfte waren klimatisiert.
Der Schiffstyp hatte fünf Laderäume. Die ersten fünf Schiffe der Serie konnten auch Kühlladung transportieren und hatten einen Laderauminhalt von 13.119 m3 Kornraum und 12.318 m3 Ballenraum. Die restlichen Schiffe verfügten über 14.003 m3 Kornraum und 12.734 m3 Ballenraum. Auch das Ladegeschirr der ersten fünf Schiffe wich vom Rest der Serie ab. Sie waren mit zwei 5/3 t- und vier 9/4,5 t-Ladebäumen, einem 25 t-Schwergutbaum und sechs 5 t-Kränen ausgerüstet. Die Folgebauten hatten je vier 5/3 t  und vier 9/4,5 t-Ladebäume sowie einen 15 t- und 50 t-Schwergutbaum.

## Die Schiffe der Serie
| Bau- nummer | IMO- nummer | Bauname              | Ruf- zeichen | Stapellauf/ Indienststellung      | Bemerkungen, Umbenennungen und Verbleib |
| ----------- | ----------- | -------------------- | ------------ | --------------------------------- | --- |
| 511         | 5403489     | Edgar André          | DEVA / Y5MA  | 31. Mrz. 1962 / 31. Oktober. 1962 | Bauvariante Typ XA mit zwei Bordkränen auf dem Vorschiff zwischen Laderaum eins und zwei und einem Schwergutgeschirr zwischen Laderaum drei und vier. Zusätzlich standen für den Laderaum zwei Ladebäume als Geschirr und für den Laderaum drei vier Ladebäume zur Verfügung. Die beiden Laderäume auf dem Achterschiff wurden durch je zwei Bordkräne bedient. Am 7. November 1962 ab Rostock zur Jungfernfahrt. Nach Umbau in VEB Mathias Thesen Werft, Wismar, ab 16. September 1974 wieder in Fahrt. Die sechs verschlissenen 5-Tonnen-Kräne wurden durch ein konventionelles Ladegeschirr ersetzt. Damit entsprach das Schiff der Bauvariante Typ XC. Das ausländische Staupersonal hatte mit der Bedienung der Bordkräne aus DDR-Produktion Probleme. Sie konnten nicht stufenlos gefahren werden. Außerdem waren sie sehr reparaturanfällig. 1983 stand das Schiff bereits auf der Stilllegungsliste. Es wurde jedoch von Mai bis Oktober 1984 in der Werft Brodogradilište Victor Lenac in Rijeka zum Metallfrachter umgebaut. Der Doppelboden wurde verstärkt, das Ladegeschirr entfernt und neue Lukenabdeckungen aufgebaut. Mit dieser Umbaulösung verzichtete die Reederei auf die Neubaubestellung eines Metalltransporters vom Typ 411 der Neptunwerft Rostock. Im Juli 1991 kurz als Zementlagerschiff im Einsatz. Im Juli 1991 an Incom Ltd., London, ab 27. Juli 1991 Edgar und am 6. September 1991 ab Rostock via London zum Abbruch ab 5. Dez. 1991 in Gadani |
| 512         | 6407303     | Ernst Schneller      | DEVB / Y5MB  | 13. Juli 1963 / 21. Dez. 1963     | Bauvariante Typ XA. 1983 erster Hinweis auf geplante Aussonderung. Am 18. Januar 1985 an Brodogradilište Victor Lenac, Rijeka zum Umbau in Metallfrachter. Die sechs Bordkräne und das Schwergutgeschirr zwischen Luke zwei und drei wurde entfernt und neue Navire-Lukenabdeckungen an Stelle der alten Rollluken aufgebaut. Ab Juni 1984 im Einsatz zwischen Rostock und Klaipėda als Stahltransporter. Im Juni 1990 wurde das Schiff neu vermessen, nun 8264 BRZ / 10.300tdw. Länge 130,90 m / Breite 18,60 / Tiefgang max. 8,83. Im Sommer 1991 als Zementlagerschiff, am 2. August 1991 an Incom Ltd., London. Im selben Jahr weiter an Canon Shipping Ltd. Kingstown, 1991 Schneller. Ab 11. September 1991 ab Rostock via London zum Abbruch ab 6. Dez. 1991 in Alang. |
| 513         | 6409985     | Werner Seelenbinder  | DEVC / Y5MC  | 7. Sept. 1963 / 29. Febr. 1964    | Bauvariante Typ XA (siehe Typschiff). Auf der Reise von Port Sudan nach Rostock verlor das Schiff im April 1977 vor Malta seinen Propeller. Der DDR-Schlepper Eisvogel (388 BRT, Bj. 1958) barg das Schiff und brachte es nach Aarhus zur Reparatur, ab 11. Febr. 1988 Milos I, ab Juni 1988 Abbruch bei Lalch, Jain & Sons in Alang |
| 514         | 6409997     | Wilhelm Florin       | DEVD / Y5MD  | 5. Okt. 1963 / 2. Apr. 1964       | Bauvariante Typ XA. Die Wilhelm Florin wurde als 100. Schiff der Reederei in Dienst gestellt. 1975 Umbau zur Variante Typ XC. Die nicht mehr reparablen Bordkräne wurden entfernt und ein konventionelles Ladegeschirr aufgebaut. Am 22. Juli 1977 wurde das Schiff für 730.000 US-Dollar an einen ungenannten Eigner in Honduras verkauft. Ab 22. Juli 1987 Florin, Abbruchbeginn am 21. Dezember 1987 bei Chin Hsin Industry Co. Ltd. in Kaohsiung (Taiwan). |
| 515         | 5613863     | Käthe Niederkirchner | DEVE         | 22. Febr. 1964 / 31. Juli 1964    | Bauvariante Typ XA, am 23. August 1965 im Pentland Firth gesunken. |
| 516         | 6423864     | Rudolf Breitscheid   | DEVG / Y5MG  | 21. Mrz. 1964 / 31. Aug. 1964     | Bauvariante Typ XC, am 24. September 1988 vor Klaipėda gestrandet und gesunken |
| 117         | 6511726     | Anton Saefkow        | DEVF / Y5MF  | 6. Okt. 1964 / 20. Mrz. 1965      | Bauvariante Typ XC, am 10. Dezember 1985 Ankunft im Huangpu River, Shanghai (VR China) zum Abbruch. |
| 118         | 6600230     | Bernhard Bästlein    | DEVH / Y5MH  | 30. Jan. 1965 / 30. Juni 1965     | Bauvariante Typ XC; Am 15. Juni 1975 passiert die Bernhard Bästlein als erstes DSR-Schiff den gerade freigegebenen Suezkanal. Mitte der 1970er Jahre wurden in Folge Reisen von Adriahäfen in den Arabischen Golf mit Häfen im Schatt al-Arab durchgeführt. Auf der Rückreise wurde Ladung in Indien aufgenommen. Auf der Reise von Bhavnagar-Reede via Suezkanal Mitte 1976 kam es zu einem Brand in Laderaum vier des Schiffes durch Selbstentzündung von Erdnussexpeller in Säcken. Der Brand konnte von der Besatzung kontrollierbar gehalten, aber nicht gelöscht werden. Die vollständige Löschung der Brandnester konnte erst im Hafen Rijeka durch die dortige Feuerwehr bei gleichzeitiger Ladungsentnahme erfolgen. Am Schiff entstand kein Schaden. Am 22. September 1986 Ankunft im Huangpu River, Shanghai (VR China) zum Abbruch. |
| 119         | 6608995     | Lieselotte Herrmann  | DEVI / Y5MI  | 10. Apr. 1965 / 11. Sept. 1965    | Am 8. Dezember 1987 in Rostock außer Dienst gestellt und mit dem Überführungsnamen Mann an ungenannten Eigner in Kingstown (St. Vincent und die Grenadinen) verkauft für 746.000 US-$. Ankunft Kaohsiung (Taiwan) am 10. März 1988 zum Abbruch bei Li Chong Stel & Iron Co. Ltd. Beginn der Arbeiten am 2. April 1988. |
| 120         | 6606648     | Heinz Kapelle        | DEVJ / Y5MU  | 19. Juni 1965 / 15. Nov. 1965     | Am 30. Oktober 1987 außer Dienst gestellt und als Novshell an unbekannten Eigner in Kingstown (St. Vincent und die Grenadinen). Ankunft am 30. Dezember 1987 an Kaohsiung (Taiwan), Abbruchbeginn am 15. Januar 1988 bei Nan Sin Steel Enterprises Co. Ltd. |
| 121         | 6608983     | Albin Köbis          | DEVK / Y5MK  | 21. Aug. 1965 / 9. Febr. 1966     | Am 31. Dezember 1987 ab Reede Singapore nach Shanghai. Am 22. Januar 1987 außer Dienst gestellt und übergeben an Strong Progress Ltd., (Hong Kong). Am 31. Januar 1987 Ankunft im Huangpu River, Shanghai (VR China) zum Abbruch. |
| 122         | 6614346     | Max Reichpietsch     | DEVL / Y5ML  | 3. Nov. 1965 / 31. Mrz. 1966      | Am 5. März 1986 ab Tianjin Xingang in der Bohai-Bucht nach Shanghai, am 21. März 1986 dort außer Dienst gestellt. Abgebrochen in VR China nach dem 21. März 1986, vermutlich am Huangpu River, Shanghai |
| 123         | 6710528     | John Schehr          | DEVM / Y5MM  | 12. Mrz. 1966 / 15. Juli 1966     | Bauvariante XC mit nur auf dem Vorschiff zwischen Luke drei und vier angeordnetem Schwergutgeschirr. Am 25. November 1985 außer Dienst gestellt und verkauft als John S. an Haltree Enterprises Ltd., La Valletta (Malta). Ankunft am 17. März 1986 in Gadani (Pakistan) zum Abbruch. |
| 124         | 6710437     | Georg Schumann       | DEVN / Y5MN  | 16. Apr. 1966 / 12. Aug. 1966     | Bauvariante XC mit nur auf dem Vorschiff zwischen Luke drei und vier angeordnetem Schwergutgeschirr. Am 2. August 1984 lief das Schiff auf der Reise von Assab nach Port Sudan auf der Position 13° 22′ N, 42° 59′ O auf eine Seemine von unbekannter Herkunft. Es wurde bei der Explosion an der Steuerbordseite am Laderaum drei und an den Aufbauten bis hoch zum Peildeck schwer beschädigt. Die Ruderanlage fiel aus. Am 5. August wurde das Schiff vom Schlepper Alkatheeb übernommen und auf die Reede von al-Hudaida gebracht. Die Ladung wurde an die Werner Seelenbinder übergeben. Am 18. August 1984 ab al-Hudaida im Schlepp von Smit Lloyd 50 nach Rijeka zur Reparatur bei der Werft Brodogradilište Victor Lenac. Das Schiff wurde anstelle des vorgesehenen Schwesterschiffes Wilhelm Florin zum Metalltransporter umgebaut. Die Doppelböden wurden verstärkt, das komplette Ladegeschirr entfernt und moderne Navire-Lukenabdeckungen aufgebaut. Ab dem 3. März 1985 wieder in Fahrt zwischen Klaipėda und Rostock mit Walzstahl, Blechen und Halbzeugen. Im Sommer 1991 kurzfristiger Einsatz als Zementlageschiff in Rostock und im selben Jahr verkauft an Pelican Shipping Ltd., Kingstown (St. Vincent und die Grenadinen). Am 8. Dezember 1991 an Alang (Indien) zum Abbruch und am 22. Dezember auf den Strand gesetzt. Der Abbruch begann am 4. Januar 1992 bei M.P.Steel Co.                                                                           |
| 125         | 6710425     | Fiete Schulze        | DEVO         | 11. Juli 1966 / 12. Nov. 1966     | Am 21. September 1967 in der Biskaya gesunken |
| 126         | 6710580     | Mathias Thesen       | DEVP / Y5MP  | 23. Sept. 1966 / 30. Dez. 1966    | Bauvariante Typ XC. Am 16. Juli 1987 in Rostock außer Dienst gestellt. Verkauft an unbekannten Eigner. Ausgelaufen als Thesen unter Honduras-Flagge, Abbruch bei J.K. Industries Co. Ltd. in Alang. Ankunft dort am 14. September 1987. Noch im September begann der Abbruch. |

## Galerie

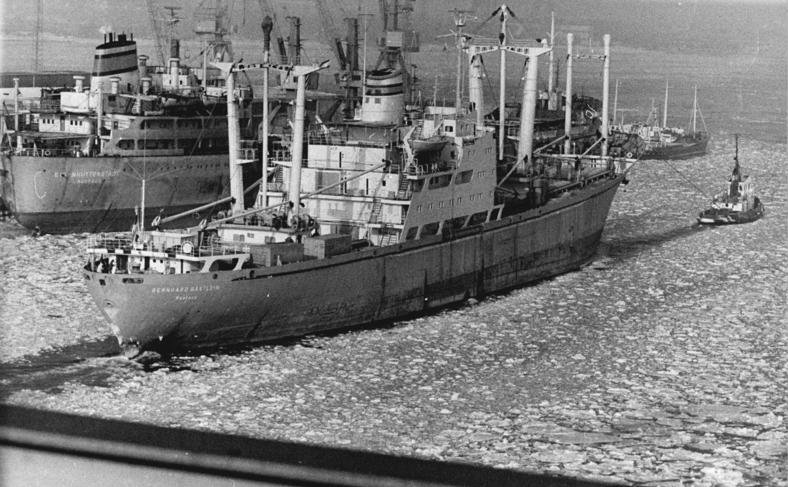
Bernhard Bästlein am 28. Februar 1979 im Rostocker Hafen
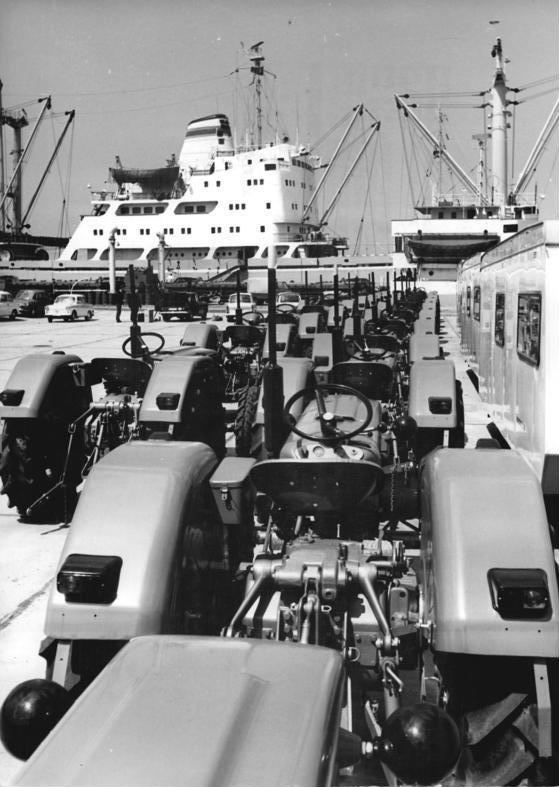
Decksaufbauten des Typ X
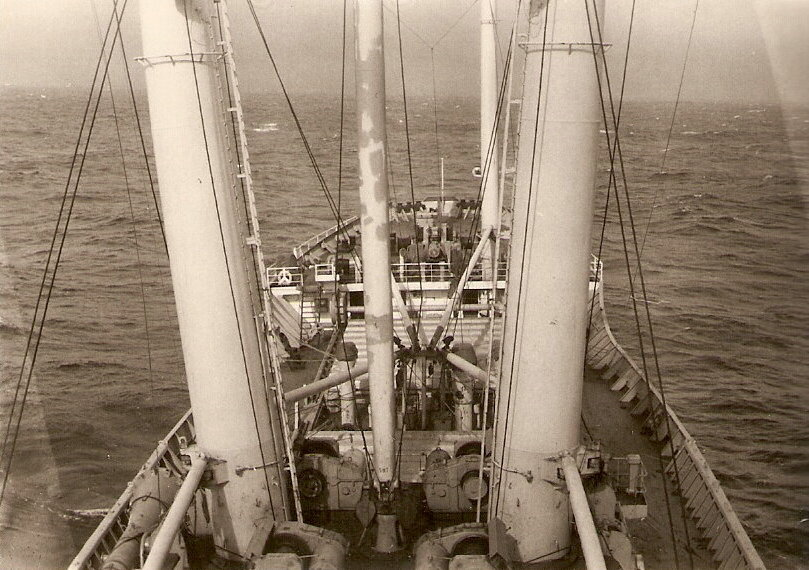
Schwergutladegeschirr
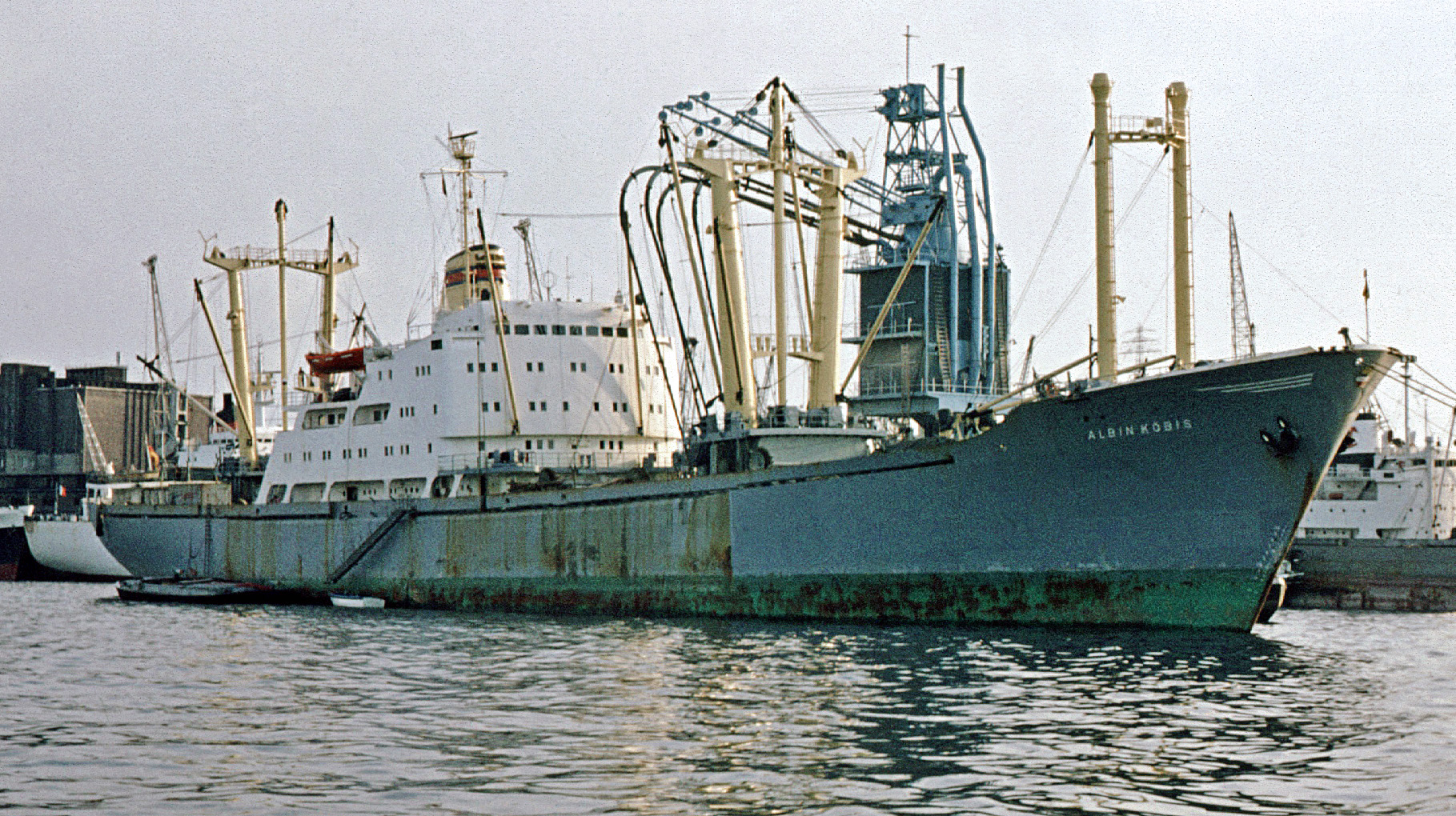
Albin Köbis 1973 im Hamburger Hafen
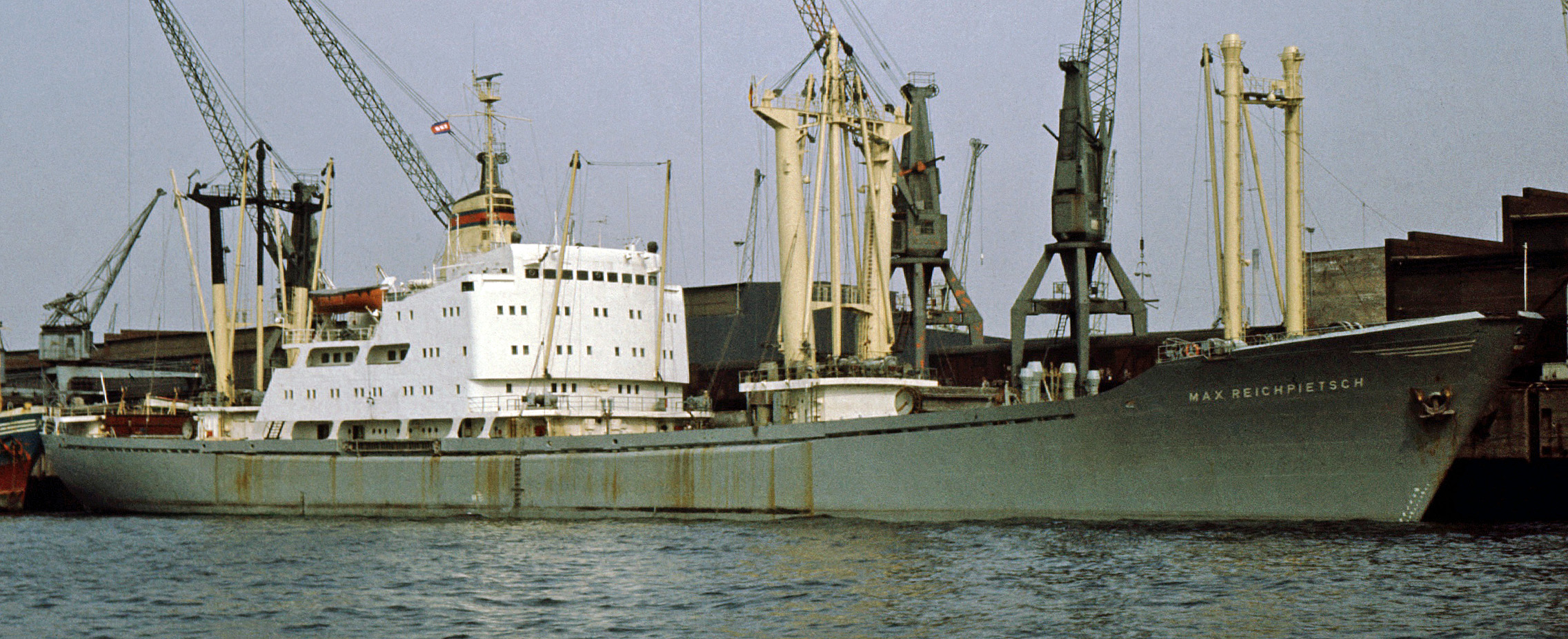
Max Reichpietsch 1974 im Hamburger Hafen
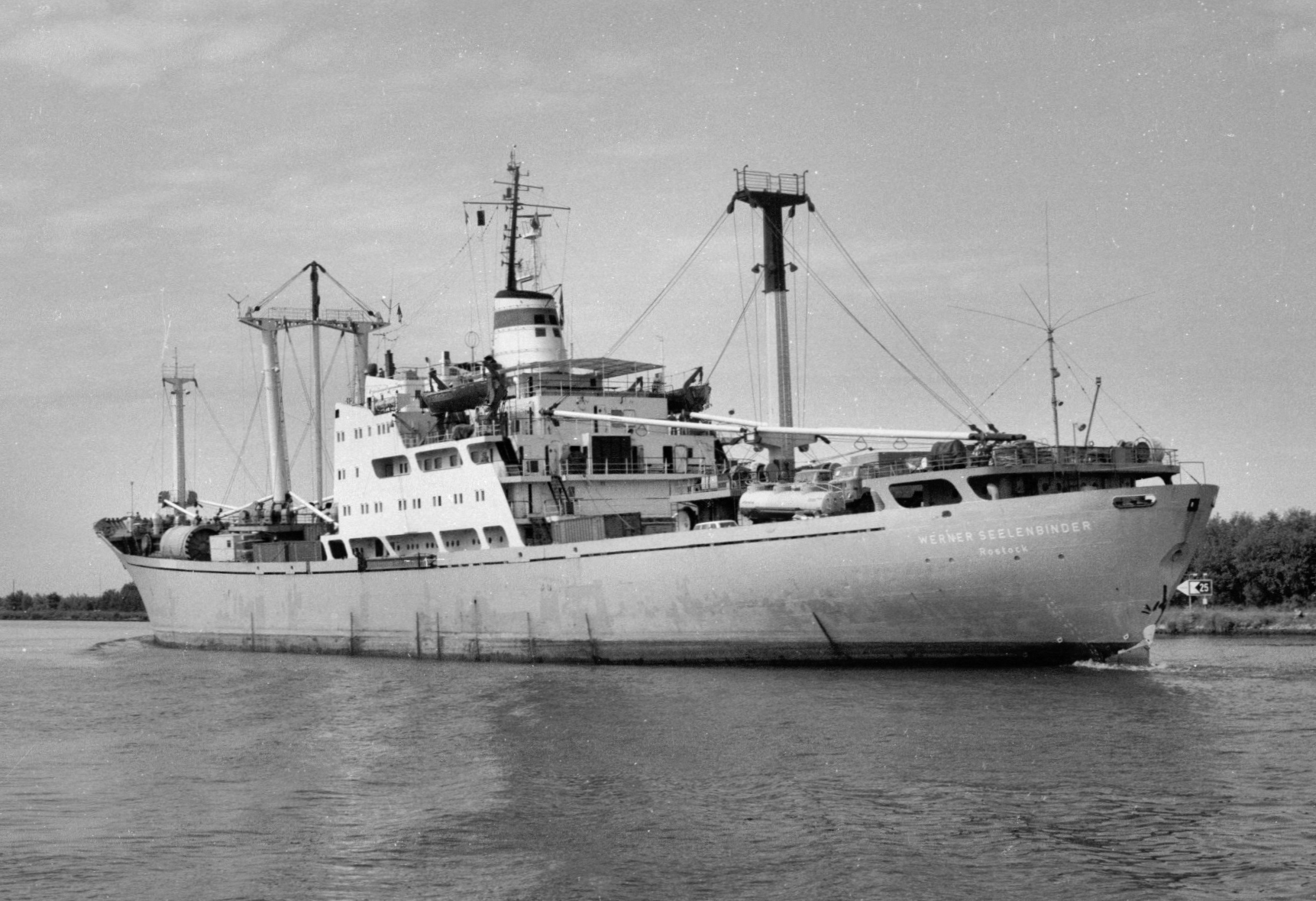
Werner Seelenbinder Juni 1983 im Nord-Ostsee-Kanal